# سيليكات الصوديوم
سيليكات الصوديوم هو مركب كيميائي له الصيغة: Na2O3Si. تعد مادة سيليكات الصوديوم من المواد المهمة في العديد من الصناعات لتكلفتها الاقتصادية ومرونة وتعدد استخداماتها.
تتكون سيليكات الصوديوم من أكسيدين (أكسيد الصوديوم وأكسيد السيليكون)، الذين يخلطان بنسبة معينة تحدد طبقاً لطلب العميل واستخداماته، حيث أن زيادة نسبة أحد الأكسيدين عن الآخر يؤدي إلى استخدام مختلف تمامًا.
تستخدم سيليكات الصوديوم كمادة لاصقة بمصانع التغليف أو كمثبت للتربة حيث تعمل سيليكات الصوديوم على ملء الفراغات بين طبقات التربة مما يجعل التربة أكثر ثباتآ كما في مشروع مترو الأنفاق. حيث تكتسب صفات المواد اللاصقة. وتستخدم في صناعة المنظفات السائلة والجافة.